# Franciszek Ścigalski
Franciszek Salezy Błażej Wincenty Ścigalski (Grodzisk Wielkopolski, 29 gennaio 1782 – Gniezno, 27 agosto o settembre 1846) è stato un compositore e violinista polacco.

## Biografia
Egli era figlio di Stanislaw Ścigalski (1750-1823), maestro di cappella a Grodzisk Wielkopolski. Ricevette i primi rudimenti musicali dal padre e successivamente continuò gli studi sotto la guida del compositore Adalbert Dankowski. Nel 1797 Ścigalski si recò a Poznań, dove studiò con Augustyn Braun al ginnasio di Santa Maria Maddalena. In questo periodo divenne un affermato violinista e divenne membro del quartetto d'archi del musicista polacco-lituano Antoni Radziwiłł; contemporaneamente fu richiestissimo anche come insegnante di violino. A partire dal 1821 circa acquisì la posizione di direttore della cappella di una parrocchia di Poznań e dal 1825 al 1834 insegnò musica al ginnasio di Santa Maria Maddalena. Dall'aprile del 1834 fino alla morte fu direttore musicale e primo violinista dell'orchestra della cattedrale di Gniezno, dove fu ammirato per la sua tecnica e la sua profonda dedizione.

## Considerazioni sull'artista
Ścigalski compose principalmente musica sacra, caratterizzata da uno stile classico maturo. Scrisse oltre sessanta lavori, dei quali circa trenta attualmente sopravvivono e diversi di questi mostrano l'uso di motivi delle polonaise. La sua sinfonia in re maggiore rimane tuttora in auge nel repertorio polacco.

## Composizioni

### Musica sacra
- 12 Messe
- Requiem in fa magg.
- 3 cantate (1839, 1840, 1844)
- Responsorium (1817)
- Veni Creator
- Te Deum (1810 ca.)
- Salve Regina (1815 ca.)
- 7 graduali
- 6 offertori
- 3 litanie

### Musica strumentale
- Sinfonia in re magg. (1810 ca.)
- 8 duetti per violino
- 3 polacche per pianoforte (la min., re magg., la min.; 1825)